# Seznam zápasů anglické fotbalové reprezentace na mistrovství světa
Anglická fotbalová reprezentace byla celkem 16x na mistrovstvích světa ve fotbale a to v roce 1950, 1954, 1958, 1962, 1966, 1970, 1982, 1986, 1990, 1998, 2002, 2006, 2010, 2014, 2018 a 2022.
- Aktualizace po MS 2022 – Počet utkání – 74 – Vítězství – 32x – Remízy – 18x – Prohry – 24x

| Číslo | Soupeř            | Výsledek                | MS      | Fáze turnaje             | Góly Anglie                                                                                         |
| ----- | ----------------- | ----------------------- | ------- | ------------------------ | --------------------------------------------------------------------------------------------------- |
| 1.    | Chile             | 2 – 0                   | MS 1950 | základní skupina 2       | Stan Mortensen, Wilf Mannion                                                                        |
| 2.    | USA               | 0 – 1                   | MS 1950 | základní skupina 2       | Ne                                                                                                  |
| 3.    | Španělsko         | 0 – 1                   | MS 1950 | základní skupina 2       | Ne                                                                                                  |
| 4.    | Belgie            | 4 – 4 (PP)              | MS 1954 | základní skupina D       | Ivor Broadis (2), Nat Lofthouse (2)                                                                 |
| 5.    | Švýcarsko         | 2 – 0                   | MS 1954 | základní skupina D       | Jimmy Mullen, Dennis Wilshaw                                                                        |
| 6.    | Uruguay           | 2 – 4                   | MS 1954 | čtvrtfinále              | Nat Lofthouse, Tom Finney                                                                           |
| 7.    | Sovětský svaz     | 2 – 2                   | MS 1958 | základní skupina D       | Derek Kevan, Tom Finney (penalta)                                                                   |
| 8.    | Brazílie          | 0 – 0                   | MS 1958 | základní skupina D       | Ne                                                                                                  |
| 9.    | Rakousko          | 2 – 2                   | MS 1958 | základní skupina D       | Johnny Haynes, Derek Kevan                                                                          |
| 10.   | Sovětský svaz     | 0 – 1                   | MS 1958 | dodatečný zápas o postup | Ne                                                                                                  |
| 11.   | Maďarsko          | 1 – 2                   | MS 1962 | základní skupina D       | Ron Flowers                                                                                         |
| 12.   | Argentina         | 3 – 1                   | MS 1962 | základní skupina D       | Ron Flowers (penalta), Bobby Charlton, Jimmy Greaves                                                |
| 13.   | Bulharsko         | 0 – 0                   | MS 1962 | základní skupina D       | Ne                                                                                                  |
| 14.   | Brazílie          | 1 – 3                   | MS 1962 | čtvrtfinále              | Gerry Hitchens                                                                                      |
| 15.   | Uruguay           | 0 – 0                   | MS 1966 | základní skupina A       | Ne                                                                                                  |
| 16.   | Mexiko            | 2 – 0                   | MS 1966 | základní skupina A       | Bobby Charlton, Roger Hunt                                                                          |
| 17.   | Francie           | 2 – 0                   | MS 1966 | základní skupina A       | Roger Hunt (2)                                                                                      |
| 18.   | Argentina         | 1 – 0                   | MS 1966 | čtvrtfinále              | Geoff Hurst                                                                                         |
| 19.   | Portugalsko       | 2 – 1                   | MS 1966 | semifinále               | Bobby Charlton (2)                                                                                  |
| 20.   | SRN               | 4 – 2 (PP)              | MS 1966 | finále                   | Geoff Hurst (3), Martin Peters                                                                      |
| 21.   | Rumunsko          | 1 – 0                   | MS 1970 | základní skupina C       | Geoff Hurst                                                                                         |
| 22.   | Brazílie          | 0 – 1                   | MS 1970 | základní skupina C       | Ne                                                                                                  |
| 23.   | Československo    | 1 – 0                   | MS 1970 | základní skupina C       | Allan Clarke                                                                                        |
| 24.   | SRN               | 2 – 3 (PP)              | MS 1970 | čtvrtfinále              | Alan Mullery, Martin Peters                                                                         |
| 25.   | Francie           | 3 – 1                   | MS 1982 | základní skupina 4       | Bryan Robson (2), Paul Mariner                                                                      |
| 26.   | Československo    | 2 – 0                   | MS 1982 | základní skupina 4       | Trevor Francis, Jozef Barmoš (vlastní TCH)                                                          |
| 27.   | Kuvajt            | 1 – 0                   | MS 1982 | základní skupina 4       | Trevor Francis                                                                                      |
| 28.   | SRN               | 0 – 0                   | MS 1962 | 2 skup. fáze – skup. B   | Ne                                                                                                  |
| 29.   | Španělsko         | 0 – 0                   | MS 1962 | 2 skup. fáze – skup. B   | Ne                                                                                                  |
| 30.   | Portugalsko       | 0 – 1                   | MS 1986 | základní skupina F       | Ne                                                                                                  |
| 31.   | Maroko            | 0 – 0                   | MS 1986 | základní skupina F       | Ne                                                                                                  |
| 32.   | Polsko            | 3 – 0                   | MS 1986 | základní skupina F       | Gary Lineker (3)                                                                                    |
| 33.   | Paraguay          | 3 – 0                   | MS 1986 | osmifinále               | Gary Lineker (2), Peter Beardsley                                                                   |
| 34.   | Argentina         | 1 – 2                   | MS 1986 | čtvrtfinále              | Gary Lineker                                                                                        |
| 35.   | Irsko             | 1 – 1                   | MS 1990 | základní skupina F       | Gary Lineker                                                                                        |
| 36.   | Nizozemsko        | 0 – 0                   | MS 1990 | základní skupina F       | Ne                                                                                                  |
| 37.   | Egypt             | 1 – 0                   | MS 1990 | základní skupina F       | Mark Wright                                                                                         |
| 38.   | Belgie            | 1 – 0 (PP)              | MS 1990 | osmifinále               | David Platt                                                                                         |
| 39.   | Kamerun           | 3 – 2 (PP)              | MS 1990 | čtvrtfinále              | David Platt, Gary Lineker (2x penalta)                                                              |
| 40.   | SRN               | 1 – 1 (PP) (pen. 3 - 4) | MS 1990 | semifinále               | Gary Lineker penalty: Gary Lineker, Peter Beardsley, David Platt                                    |
| 41.   | Itálie            | 1 – 2                   | MS 1990 | o 3. místo               | David Platt                                                                                         |
| 42.   | Tunisko           | 2 – 0                   | MS 1998 | základní skupina G       | Alan Shearer, Paul Scholes                                                                          |
| 43.   | Rumunsko          | 1 – 2                   | MS 1998 | základní skupina G       | Michael Owen                                                                                        |
| 44.   | Kolumbie          | 2 – 0                   | MS 1998 | základní skupina G       | Darren Anderton, David Beckham                                                                      |
| 45.   | Argentina         | 2 – 2 (PP) (pen. 3 - 4) | MS 1998 | osmifinále               | Alan Shearer (penalta), Michael Owen penalty: Alan Shearer, Paul Merson, Michael Owen               |
| 46.   | Švédsko           | 1 – 1                   | MS 2002 | základní skupina F       | Sol Campbell                                                                                        |
| 47.   | Argentina         | 1 – 0                   | MS 2002 | základní skupina F       | David Beckham                                                                                       |
| 48.   | Nigérie           | 0 – 0                   | MS 2002 | základní skupina F       | Ne                                                                                                  |
| 49.   | Dánsko            | 3 – 0                   | MS 2002 | osmifinále               | Rio Ferdinand, Michael Owen, Emile Heskey                                                           |
| 50.   | Brazílie          | 1 – 2                   | MS 2002 | čtvrtfinále              | Michael Owen                                                                                        |
| 51.   | Paraguay          | 1 – 0                   | MS 2006 | základní skupina B       | Carlos Gamarra (vlastní PAR)                                                                        |
| 52.   | Trinidad a Tobago | 2 – 0                   | MS 2006 | základní skupina B       | Peter Crouch, Steven Gerrard                                                                        |
| 53.   | Švédsko           | 2 – 2                   | MS 2006 | základní skupina B       | Joe Cole, Steven Gerrard                                                                            |
| 54.   | Ekvádor           | 1 – 0                   | MS 2006 | osmifinále               | David Beckham                                                                                       |
| 55.   | Portugalsko       | 0 – 0 (PP) (pen. 1 - 3) | MS 2006 | čtvrtfinále              | penalty: Owen Hargreaves                                                                            |
| 56.   | USA               | 1 – 1                   | MS 2010 | základní skupina C       | Steven Gerrard                                                                                      |
| 57.   | Alžírsko          | 0 – 0                   | MS 2010 | základní skupina C       | Ne                                                                                                  |
| 58.   | Slovinsko         | 1 – 0                   | MS 2010 | základní skupina C       | Jermain Defoe                                                                                       |
| 59.   | Německo           | 1 – 4                   | MS 2010 | osmifinále               | Matthew Upson                                                                                       |
| 60.   | Itálie            | 1 – 2                   | MS 2014 | základní skupina D       | Daniel Sturridge                                                                                    |
| 61.   | Uruguay           | 1 – 2                   | MS 2014 | základní skupina D       | Wayne Rooney                                                                                        |
| 62.   | Kostarika         | 0 – 0                   | MS 2014 | základní skupina D       | Ne                                                                                                  |
| 63.   | Tunisko           | 2 – 1                   | MS 2018 | základní skupina G       | 2x Harry Kane                                                                                       |
| 64.   | Panama            | 6 – 1                   | MS 2018 | základní skupina G       | 3x Harry Kane (1 + 2x penalta) , 2x John Stones, Jesse Lingard                                      |
| 65.   | Belgie            | 0 – 1                   | MS 2018 | základní skupina G       | Ne                                                                                                  |
| 66.   | Kolumbie          | 1 – 1 (PP) (pen. 4 - 3) | MS 2018 | osmifinále               | Harry Kane (pokutový kop) Harry Kane, Marcus Rashford, Jordan Henderson, Kieran Trippier, Eric Dier |
| 67.   | Švédsko           | 2 – 0                   | MS 2018 | čtvrtfinále              | Harry Maguire, Dele Alli                                                                            |
| 68.   | Chorvatsko        | 1 – 2 (PP)              | MS 2018 | semifinále               | Kieran Trippier                                                                                     |
| 69.   | Belgie            | 0 – 2                   | MS 2018 | o 3. místo               | Ne                                                                                                  |
| 70.   | Írán              | 6 – 2                   | MS 2022 | základní skupina B       | Jude Bellingham, Bukayo Saka (2), Raheem Sterling, Marcus Rashford, Jack Grealish                   |
| 71.   | USA               | 0 – 0                   | MS 2022 | základní skupina B       | Ne                                                                                                  |
| 72.   | Wales             | 3 – 0                   | MS 2022 | základní skupina B       | 2x Marcus Rashford, Phil Foden                                                                      |
| 73.   | Senegal           | 3 – 0                   | MS 2022 | osmifinále               | Jordan Henderson, Harry Kane, Bukayo Saka                                                           |
| 74.   | Francie           | 1 – 2                   | MS 2022 | čtvrtfinále              | Harry Kane (penalta)                                                                                |